# دووویه
دووویه (به لهستانی:  Dołuje) یک روستا در لهستان است که در گمینا دوبرا (شهرستان پلیس) واقع شده‌است. دووویه ۱٬۲۰۰ نفر جمعیت دارد.